# Sarow (Russland)
Sarow (russisch Саро́в) ist eine Stadt mit 92.047 Einwohnern (Stand 14. Oktober 2010) in der Oblast Nischni Nowgorod in Russland. Sie liegt gut 150 km Luftlinie südsüdwestlich der Oblasthauptstadt Nischni Nowgorod.

## Geschichte

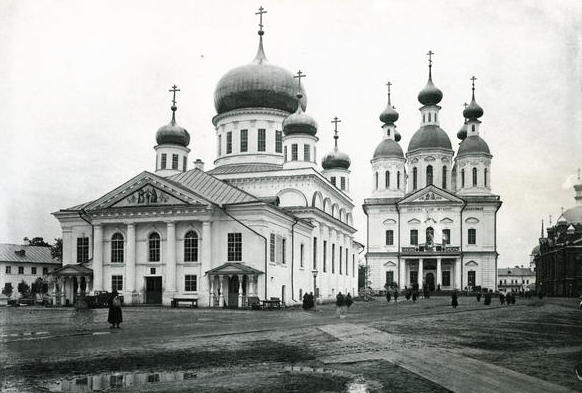
Die Mariä-Himmelfahrts-Kathedrale des Sarower Klosters Anfang des 20. Jahrhunderts

An Stelle der heutigen Stadt existierte seit dem 12. Jahrhundert eine Siedlung der Mordwinen und seit Mitte des 17. Jahrhunderts ein Kloster, das nach dem nahegelegenen kleinen Fluss Sarowka Sarower Kloster benannt war. Das Kloster galt bis zur Oktoberrevolution als heilige Stätte für Gläubige der Russisch-Orthodoxen Kirche, da dort der Überlieferung nach der heilige Seraphim von Sarow Wunder vollbracht hatte. Nach der Revolution und der Machtübernahme durch die Bolschewiki wurde das Kloster ausgeraubt und im Jahr 1927 auf Anweisung der sowjetischen Regierung geschlossen.
Die beim Kloster entstandene Ortschaft erhielt unter dem Namen Sarowa am 4. Dezember 1938 den Status einer Siedlung städtischen Typs im Bestand des Rajons Temnikow der Mordwinischen ASSR. Nach der Entscheidung der sowjetischen Führung zur Entwicklung von Kernwaffen im Februar 1943 wurde kurz nach Ende des Zweiten Weltkriegs ein entsprechendes Institut für Kerntechnik (heute: All-russisches Forschungsinstitut für Experimentalphysik, WNIIEF) eingerichtet. Die Ortswahl fiel auf Sarow, weil es einerseits abgelegen und durch dichte Wälder abgeschirmt war, andererseits jedoch bereits über einen Eisenbahnanschluss (54° 54′ 8,6″ N, 43° 16′ 19,2″ O) verfügte. Im Kerntechnischen Institut wurden unter der Leitung von Juli Chariton die ersten sowjetischen Kernwaffen und auch unter Mitwirkung von Andrei Sacharow die größte je getestete Wasserstoffbombe (siehe „Zar-Bombe“) hergestellt. Als Partnerstadt für die Entwicklung von Kernwaffen gilt Sneschinsk und das dortige All-russisches wissenschaftliches Forschungszentrum für technische Physik (WNIITF).
Im Februar 1947 wurde eine besondere Geheimhaltungsstufe für den Ort beschlossen, dieser aus der Mordwinischen ASSR herausgelöst und territorial der Oblast Gorki (heute Nischni Nowgorod) zugeordnet sowie fortan aus allen öffentlich zugänglichen statistischen Materialien und Landkarten entfernt. Am 17. März 1954 erfolgte ein geheimer Beschluss zur Verleihung des Stadtrechts unter dem Namen Kremljow (Кремлёв). Ab Anfang der 1960er-Jahre war die Tarnbezeichnung Arsamas-75 (russisch Арзамас-75) in Gebrauch. Die Ziffer entsprach zufällig der Straßenentfernung in die Stadt Arsamas, sodass die Bezeichnung 1966 in Arsamas-16 (russisch Арзамас-16) geändert wurde. Ortsfremde und insbesondere ausländische Besucher hatten bis in die 1990er-Jahre hinein keinen Zutritt, und bis heute ist die Einreise in die Stadt nicht für jedermann möglich.
Ab Mitte der 1980er-Jahre tauchte der Ort wieder als Sarowa in Landkarten niedriger Geheimhaltungsstufen auf, ab 1991 auch wieder in offiziellen Statistiken als Kremljow. Im August 1995 erhielt die Stadt wieder den historischen Namen in der heutigen Form.
Im August 2010 gelang es Meldungen zufolge 2200 Helfern, Brände in der Nähe des Atomforschungszentrums unter Kontrolle zu bringen, die russlandweit aufgrund extremer Trockenheit ausgebrochen waren (siehe auch Wald- und Torfbrände in Russland 2010).

### Bevölkerungsentwicklung
| Jahr | Einwohner |
| ---- | --------- |
| 1939 | 02.786    |
| 2002 | 87.652    |
| 2010 | 92.047    |

Anmerkung: Volkszählungsdaten

## Wirtschaft und Verkehr
Nach wie vor stellt das Forschungsinstitut (das „Russische Föderale Kernforschungszentrum“ bzw. das All-russisches Forschungsinstitut für Experimentalphysik, WNIIEF) den Hauptarbeitgeber der Stadt. Es beschäftigt sich heute zumindest teilweise auch mit Forschungs- und Entwicklungsarbeiten für zivile Zwecke.
Für die umliegenden Gemeinden stellt Sarow ein Versorgungszentrum dar. Nördlich der Stadt liegt der Flughafen Sarow, der auch der zivilen Luftfahrt dient.

## Städtepartnerschaften
- Los Alamos (New Mexico, USA)

## Söhne und Töchter der Stadt
- Oleg Taktarow (* 1967), Schauspieler und Mixed-Martial-Arts-Kämpfer
- Tatiana Sorokko (* 1971), russisches und US-amerikanisches Model
- Tatjana Firowa (* 1982), Leichtathletin
- Jewgeni Beluchin (* 1983), Eishockeyspieler
- Irina Chasowa (* 1984), Skilangläuferin
- Pjotr Sedow (* 1990), Skilangläufer
- Anastassija Sedowa (* 1995), Skilangläuferin